# Achille Murat
Achille Charles Louis Napoléon Murat, principe della Corona di Napoli, principe ereditario di Berg, II principe Murat (Parigi, 21 gennaio 1801 – Wacissa, 15 aprile 1847), è stato un politico e militare statunitense di origine francese, figlio primogenito di Gioacchino Murat (1767 – 1815), generale francese, re di Napoli e maresciallo dell'Impero, e di sua moglie Carolina Bonaparte (1782 – 1839), sorella dell'imperatore Napoleone.

## Biografia

### Infanzia

Achille (in uniforme) con i suoi fratelli e la madre Carolina

Fu cresciuto a Napoli ed era l'erede destinato dei titoli paterni, ma dopo la fucilazione del padre e la caduta del Primo Impero fu costretto a rifugiarsi presso il castello di Frohsdorf, in Austria, con la madre, il fratello Napoleone Luciano (1803 – 1878) e le sorelle Letizia (1802 – 1859) e Luisa Giulia (1805 – 1889). Raggiunta la maggiore età, fece richiesta di cittadinanza statunitense e nel 1823 sbarcò a New York, raggiungendo così lo zio Giuseppe Bonaparte. Stabilitosi nella Florida orientale, iniziò una fortunata carriera da latifondista con estese proprietà a St. Augustine, dove costituì la proprietà The Parthenope di oltre 26 000 acri e un'altra, nei pressi di Tallahassee, chiamata piantagione Lipona (anagramma di Napoli), di oltre 4 km².

### Carriera militare
Amico del brigadier generale Joseph Marion Hernández (il primo ispano-americano ad entrare nel Congresso degli Stati Uniti d'America), si prestò come volontario nella milizia locale e durante la costituzione dello Stato della Florida servì nell'esercito con il grado di tenente colonnello nella prima fase della guerra seminole (1835-1842), famosa per essere state la più lunga e impegnativa serie di battaglie dell'esercito statunitense contro gli omonimi nativi americani della zona.
Eletto consigliere comunale di Tallahassee, ne divenne sindaco nel 1826 e fino al 1838 fu anche direttore delle poste. Nel 1826 sposò Catherine Daingerfield Willis (1803 – 1867), una pronipote di George Washington. La coppia si spostò poi a New Orleans, dove Murat esercitò la professione di avvocato. Con la Rivoluzione di luglio del 1830 in Francia, tornò in Europa come colonnello della Legione straniera Belga, tentando nel frattempo, invano, di ritornare in possesso dei beni paterni.

### Morte
Tornò negli Stati Uniti nel 1837, dove morì 10 anni dopo nella contea di Jefferson (Florida), e fu sepolto nella St. Johns Episcopal Church cemetery di Tallahassee. Il cugino materno Napoleone III provvedete a gratificare la vedova Murat con un vitalizio di 40000 $ annui. Morto senza eredi, il titolo di Principe Murat e Principe di Pontecorvo passò al fratello minore Luciano che, sotto Napoleone III, divenne ministro, senatore e Principe Imperiale. Alla discendenza diretta di quest'ultimo appartengono gli attuali Principi Imperiali Murat e di Pontecorvo.

## Ascendenza
|                                |                           |                                | Genitori                   |  |  | Nonni |  |  | Bisnonni        |  |  | Trisnonni    |  |
|                                |                           |                                |                            |  |  |       |  |  | Guillaume Murat |  |  | Pierre Murat |  |
|                                |                           |                                |                            |  |  |       |  |  | Guillaume Murat |  |  | Pierre Murat |  |
|                                |                           | Catherine Badourès             |                            |  |  |       |  |  | Guillaume Murat |  |  |              |  |
| Pierre Murat-Jordy             |                           |                                |                            |  |  |       |  |  | Guillaume Murat |  |  |              |  |
|                                |                           | Marguerite Herbeil             | Bertrand Herbeil           |  |  |       |  |  |                 |  |  |              |  |
|                                |                           | Marguerite Herbeil             | Bertrand Herbeil           |  |  |       |  |  |                 |  |  |              |  |
|                                |                           | Marguerite Herbeil             | Anne Roques                |  |  |       |  |  |                 |  |  |              |  |
| Gioacchino Murat, Re di Napoli |                           | Marguerite Herbeil             |                            |  |  |       |  |  |                 |  |  |              |  |
|                                |                           | Pierre Loubières               | …                          |  |  |       |  |  |                 |  |  |              |  |
|                                |                           | Pierre Loubières               | …                          |  |  |       |  |  |                 |  |  |              |  |
|                                |                           | Pierre Loubières               | …                          |  |  |       |  |  |                 |  |  |              |  |
| Jeanne Loubières               |                           | Pierre Loubières               |                            |  |  |       |  |  |                 |  |  |              |  |
|                                |                           | Jeanne Viellescazes            | …                          |  |  |       |  |  |                 |  |  |              |  |
|                                |                           | Jeanne Viellescazes            | …                          |  |  |       |  |  |                 |  |  |              |  |
|                                |                           | Jeanne Viellescazes            | …                          |  |  |       |  |  |                 |  |  |              |  |
| Napoleone Achille Murat        |                           | Jeanne Viellescazes            |                            |  |  |       |  |  |                 |  |  |              |  |
|                                | Giuseppe Maria Buonaparte | Sebastiano Nicola Buonaparte   |                            |  |  |       |  |  |                 |  |  |              |  |
|                                | Giuseppe Maria Buonaparte | Sebastiano Nicola Buonaparte   |                            |  |  |       |  |  |                 |  |  |              |  |
|                                | Giuseppe Maria Buonaparte | Maria Anna Tusoli di Bocagnano |                            |  |  |       |  |  |                 |  |  |              |  |
| Carlo Maria Buonaparte         | Giuseppe Maria Buonaparte |                                |                            |  |  |       |  |  |                 |  |  |              |  |
|                                |                           | Maria Saveria Paravicini       | Giuseppe Maria Paravicini  |  |  |       |  |  |                 |  |  |              |  |
|                                |                           | Maria Saveria Paravicini       | Giuseppe Maria Paravicini  |  |  |       |  |  |                 |  |  |              |  |
|                                |                           | Maria Saveria Paravicini       | Maria Angela Salineri      |  |  |       |  |  |                 |  |  |              |  |
| Carolina Bonaparte             |                           | Maria Saveria Paravicini       |                            |  |  |       |  |  |                 |  |  |              |  |
|                                |                           | Giovanni Geronimo Ramolino     | Giovanni Agostino Ramolino |  |  |       |  |  |                 |  |  |              |  |
|                                |                           | Giovanni Geronimo Ramolino     | Giovanni Agostino Ramolino |  |  |       |  |  |                 |  |  |              |  |
|                                |                           | Giovanni Geronimo Ramolino     | Angela Maria Peri          |  |  |       |  |  |                 |  |  |              |  |
| Maria Letizia Ramolino         |                           | Giovanni Geronimo Ramolino     |                            |  |  |       |  |  |                 |  |  |              |  |
|                                |                           | Angela Maria Pietrasanta       | Giuseppe Maria Pietrasanta |  |  |       |  |  |                 |  |  |              |  |
|                                |                           | Angela Maria Pietrasanta       | Giuseppe Maria Pietrasanta |  |  |       |  |  |                 |  |  |              |  |
|                                |                           | Angela Maria Pietrasanta       | Maria Giuseppa Malerba     |  |  |       |  |  |                 |  |  |              |  |
|                                |                           | Angela Maria Pietrasanta       |                            |  |  |       |  |  |                 |  |  |              |  |